# Army of Mushrooms
| Професионални рејтинг | Професионални рејтинг |
| Резултати             | Резултати             |
| Извор                 | Рејтинг               |
| --------------------- | --------------------- |
| Spin (часопис)        | 7/10                  |

Army of Mushrooms је девети студијски албум израелског психоделичног тренс дуа Infected Mushroom. Објављен је 8. маја 2012. за издавачку кућу Dim Mak Records.  Албум је назван по "војсци" фанова. Прије изласка албума објављена су два сингла – „U R So F**ked” (14. фебруар 2012) и „Nation of Wusses” (3. априла 2012). Дизајн омота албума представља рад руског умјетника Антона „Глоом82“ Семјонова. Као и албум Vicious Delicious, и Army of Mushrooms се у великој мјери разликује од њихових претходних стилова. На овом албуму они експериментишу са дубстепом, електро хаусом и драм енд бејс.  Ово је први албум који је група Infected Mushroom објавила за издавачку кућу Dim Mak Records чији је власник Стив Аоки. Са овом издавачком кућом уговор је потписан крајем 2011. 

## Списак пјесама
1. "Never Mind" – 6:05
2. "Nothing to Say" – 6:28
3. "Send Me an Angel" – 7:25 ( обрада Mashina)
4. "U R So F**ked" – 4:41
5. "The Rat" – 7:43
6. "Nation of Wusses" – 7:02
7. "Wanted To" – 3:24 (заједно са Маја Исаковиц и Рајан Стар[6])
8. "Serve My Thirst" – 6:46
9. "I Shine"  – 5:43
10. "Drum n Bassa" – 7:12 ("Bassa" на хебрејском означава нешто непријатно)
11. "The Pretender" – 6:34 (обрада пјесме Foo Fighters)
12. "The Messenger 2012" – 10:38 (ремикс њихове пјесме "The Messenger" из 2000)
13. "Swingish" – 6:16 (бонус пјесма)